# Cremenciug (Soroca)
Cremenciug è un comune della Moldavia situato nel distretto di Soroca di 998 abitanti al censimento del 2004.

## Località
Il comune è formato dall'insieme delle seguenti località (popolazione 2004):
- Cremenciug (638 abitanti)
- Bulbocii Noi (20 abitanti)
- Livezi (20 abitanti)
- Sobari (326 abitanti)
- Valea (14 abitanti)